# Isao Kimura
Pour les articles homonymes, voir Kimura.
Isao Kimura (木村 功, Kimura Isao), né le 22 juin 1923 à Hiroshima et mort le 4 juillet 1981 à Tokyo, est un acteur japonais.

## Biographie
Isao Kimura a tourné dans plus de 110 films entre 1942 et 1978.
Il a notamment tourné pour Akira Kurosawa, dont Les Sept Samouraïs, l'un de ses rôles les plus connus.

## Filmographie partielle

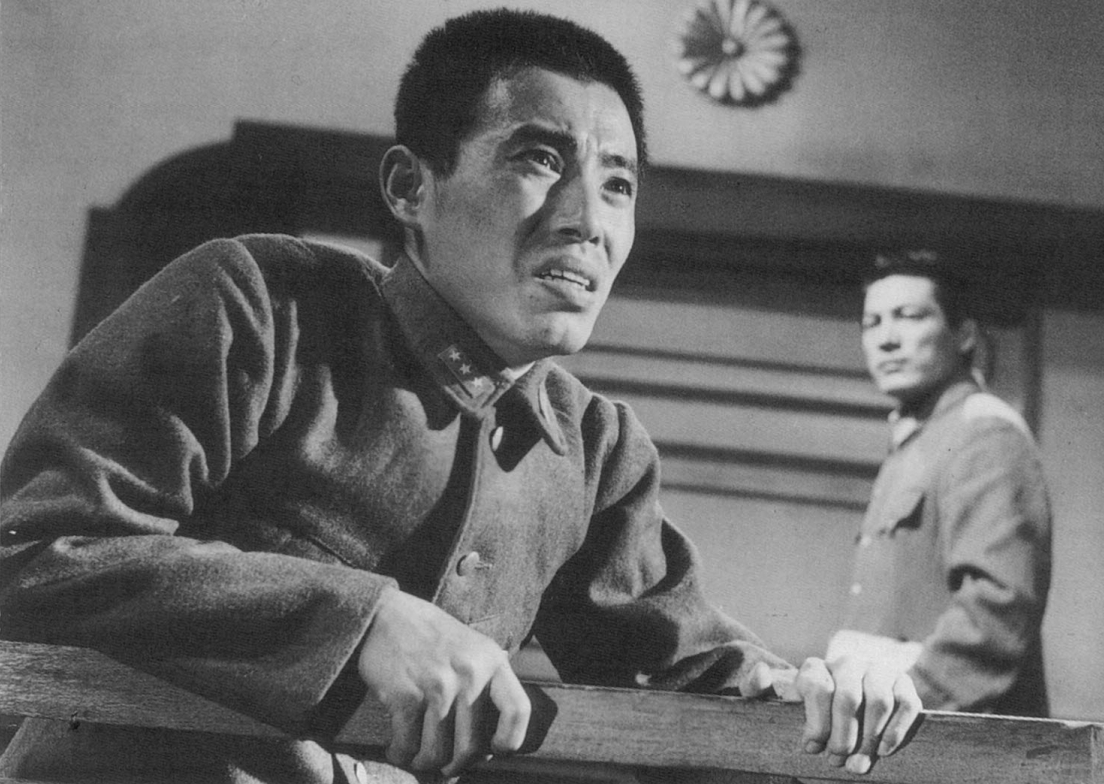
Isao Kimura et Eiji Okada dans Zone de vide (1952).

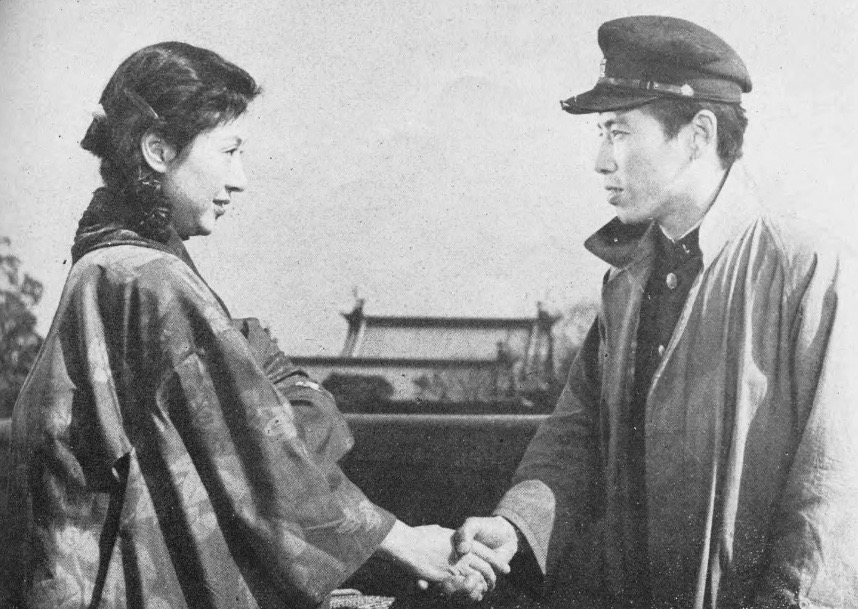
Keiko Tsushima et Isao Kimura dans Le Cap Ashizuri (1954).

- 1942 : La Bataille navale à Hawaï et au large de la Malaisie (ハワイ・マレー沖海戦, Hawai Mare oki kaisen?) de Kajirō Yamamoto : Kurata
- 1947 : L'Amour de l'actrice Sumako (女優須磨子の恋, Joyū Sumako no koi?) de Kenji Mizoguchi
- 1949 : Chien enragé (野良犬, Nora-inu?) de Akira Kurosawa : Yusa
- 1950 : La Rue en colère (怒りの街, Ikari no machi?) de Mikio Naruse : Jōji
- 1951 : La Danseuse (舞姫, Maihime?) de Mikio Naruse : Nozu
- 1952 : Zone de vide (真空地帯, Shinkū chitai?) de Satsuo Yamamoto : Kitani
- 1952 : Vivre (生きる, Ikiru?) d'Akira Kurosawa : interne
- 1954 : Les Sept Samouraïs (七人の侍, Shichinin no samurai?) d'Akira Kurosawa : Katsushiro Okamoto
- 1954 : Le Cap Ashizuri (足摺岬, Ashizuri misaki?) de Kōzaburō Yoshimura
- 1957 : Le Château de l'araignée (蜘蛛巣城, Kumonosu jo?) d'Akira Kurosawa : fantôme de samouraï
- 1957 : Gens de rizière (米, Kome?) de Tadashi Imai : Senkichi
- 1957 : Un amour pur (純愛物語, Jun'ai monogatari?) de Tadashi Imai
- 1958 : Anzukko (杏っ子, Anzukko?) de Mikio Naruse : Ryokichi Urushiyama
- 1958 : Nuages d'été (鰯雲, Iwashigumo?) de Mikio Naruse : Okawa, le journaliste
- 1960 : Meurtre à Yoshiwara (花の吉原百人斬り, Hana no Yoshiwara hyaku-nin giri?) de Tomu Uchida
- 1961 : La Légende de Musashi Miyamoto (宮本武蔵, Musashi Miyamoto?) de Tomu Uchida : Hon'iden Matahachi
- 1962 : Les Moines lanciers du temple Hozoin (宮本武蔵 般若坂の決斗, Miyamoto Musashi: Hannyazaka no ketto?) de Tomu Uchida : Hon'iden Matahachi
- 1963 : À deux sabres (宮本武蔵 二刀流開眼, Miyamoto Musashi: Nitoryu kaigen?) de Tomu Uchida : Hon'iden Matahachi
- 1963 : Entre le ciel et l'enfer (天国と地獄, Tengoku to jigoku?) d'Akira Kurosawa : Arai
- 1963 : Contes cruels du Bushido (武士道残酷物語, Bushidō zankoku monogatari?) de Tadashi Imai : Hirotaro Iguchi
- 1964 : Seul contre tous à Ichijoji (宮本武蔵 一乗寺の決斗, Miyamoto Musashi: Ichijōji no kettō?) de Tomu Uchida : Hon'iden Matahachi
- 1964 : Assassinat (暗殺, Ansatsu?) de Masahiro Shinoda : Tadasaburō Sasaki
- 1965 : Duel de l'aube (宮本武蔵 巌流島の決斗, Miyamoto Musashi: Ganryū-jima no kettō?) de Tomu Uchida : Hon'iden Matahachi
- 1966 : Samouraï sans honneur (丹下左膳: 飛燕居合斬り, Tange Sazen: Hien iaigiri?) de Hideo Gosha : Yagyu Genzaburo
- 1967 : Passion ardente (情炎, Joen?) de Yoshishige Yoshida : Mitsuhuru
- 1967 : Flamme et femme (炎と女, Honō to onna?) de Yoshishige Yoshida
- 1968 : Le Lézard noir (黒蜥蜴, Kurotokage?) de Kinji Fukasaku : Akechi
- 1968 : Amours dans la neige (樹氷のよろめき, Juhyo no yoromeki?) de Yoshishige Yoshida : Kazuo Imai
- 1969 : Chō kōsō no akebono (超高層のあけぼの?) de Hideo Sekigawa
- 1972 : Aveux, Théorie, Actrices (告白的女優論, Kokuhakuteki joyûron?) de Yoshishige Yoshida : Nose
- 1974 : Baby Cart : Le Paradis blanc de l'enfer (子連れ狼　地獄へ行くぞ!大五郎, Kozure Ōkami: Jigoku e ikuzo! Daigoro?) de Yoshiyuki Kuroda : Yagyu Hyouhei
- 1974 : Cache-cache pastoral (田園に死す, Den'en ni shisu?) de Shūji Terayama : critique de film